# 20 juillet 1990
Le vendredi 20 juillet 1990 est le 201e jour de l'année 1990.

## Naissances
- Aleksandr Rodionov, joueur russe de volley-ball
- Bassirou Bamba, joueur de football malien
- Daria Pogorzelec, judokate polonaise
- Darijus Džervus, coureur cycliste lituanien
- Éric Tié Bi, footballeur ivoirien
- James Magut, athlète kényan spécialiste du 1 500 mètres
- Jean-Sébastien Bérubé, joueur professionnel canadien de hockey sur glace
- Jitka Landová, biathlète tchèque
- Keigo Higashi, footballeur japonais
- Klemen Štimulak, cycliste slovène
- Koji Hachisuka, joueur de football japonais
- Lars Unnerstall, footballeur allemand
- Micah Lawrence, nageuse américaine
- Michał Kłusak, skieur alpin polonais
- Miika Koivisto, joueur finlandais de hockey sur glace
- Oleksandr Khotsianivskyi, lutteur ukrainien
- Roberto Aláiz, athlète espagnol
- Rosita Blomenkamp, joueuse néerlandaise de volley-ball
- Serafin Wiestner, biathlète suisse
- Steven Joseph-Monrose, footballeur français
- Tyler Webb, joueur de baseball américain
- Wendie Renard, footballeuse française

## Décès
- Claude Joseph Johnson (né le 16 mai 1913), pasteur baptiste américain et chanteur de musique gospel
- Jean-François Mercurio (né le 23 mars 1956), militant sourd français
- Sergueï Paradjanov (né le 9 janvier 1924), réalisateur soviétique

## Événements
- Découverte de (11507) Danpascu et de (15252) Yoshiken
- Sortie du jeu vidéo Burai Fighter
- Sortie du jeu vidéo Daedalian Opus
- Sortie du jeu vidéo Devil's Crush
- Sortie du jeu vidéo Metal Gear 2: Solid Snake
- Création de la réserve naturelle régionale du Cratère du Mont-Bar
- Sortie du jeu vidéo Solstice